# Matthieu Chédid
Matthieu Chédid, conocido también como M, (Boulogne-Billancourt, 21 de diciembre de 1971), compositor, cantante, productor, fotógrafo y guitarrista francés de origen libanés.

## Biografía
Matthieu Chédid ha destacado en el ámbito del rock alternativo francés. Hijo del cantante Louis Chedid y nieto de la reconocida poetisa Andrée Chedid, Matthieu ha desarrollado una trayectoria artística admirable, que lo ha encumbrado como uno de los músicos más importantes, respetados y admirados en los países de habla francesa alternando con importantes personalidades como Paul McCartney, Sean Lennon, Vanessa Paradis, Arthur H, Adanowsky entre muchos otros.
Matthieu Chédid posee un estilo experimental, caracterizado por el uso de guitarras a lo Hendrix-funk.
Desde muy temprana edad ha desarrollado su talento artístico, lo mismo creando música para películas, música instrumental experimental, así como exitosos proyectos discográficos como solista y productor. 
En 1996, Matthieu Chédid desarrolla un personaje de presencia escénica arrolladora: -M-, que con un peinado semejante a Astroboy o al abuelo de los Munsters, emerge en sus presentaciones en vivo interpretando poderosos riffs con su guitarra para emocionar a la audiencia. De esta manera Matthieu Chédid -M- presenta en 1997 su peculiar álbum debut como solista Le Baptême, que posee, como él mismo aseveró, "sonidos de la infancia, estampas auditivas para locos y soñadores", estampas que se mueven dentro de ritmos tan diversos como la bossa nova, el rock, el reggae, el pop, el funk, la rumba o el blues. 
Posteriormente, en 1999, Chedid presenta su exitoso álbum Je dis aime en el que incluye canciones tan memorables como la que da título al álbum, Je dis aime, además de Le mec hamac, Onde sensuelle, Mama Sam o Le complexe du Corn Flakes. A partir de este álbum Matthieu Chédid colabora estrechamente con el grupo Bumcello, formado por Cyril Atef y Vincent Segal, quienes le acompañan durante sus presentaciones en vivo.
Los conciertos de Matthieu Chédid contribuyen a colocarlo como uno de los músicos franceses más queridos, debido a su atmósfera retro, donde el personaje de -M- interactúa con el público en un juego extravagante, todo ello enmarcado por acordes tan orgánicos como electrónicos.
Debido al éxito de la serie de recitales que Matthieu Chédid ofreció en la etapa de su disco Je dis aime, se publica en 2001 un CD/DVD que registra su actuación en el mítico escenario del Olympia titulado Le Tour de M. El mismo año, se registra el éxito Y'a des zazous con la poetisa Brigitte Fontaine.
En 2003, Matthieu Chédid vuelve a sorprender al público y a la crítica al lanzar Labo M, un disco experimental que incluye experimentos auditivos y música instrumental creada en laboratorio, que sería el antecedente de su trabajo como musicalizador de diversos largometrajes, como Les Triplettes de Belleville, en la que interpreta el tema principal y contribuye a la composición del score al lado de Ben Chârest, obteniendo una nominación al Oscar por mejor canción original.
En el otoño de 2003 Matthieu Chédid presenta el multipremiado álbum Qui de nous deux?, que dedica a su hija Billie quien había nacido por esas fechas. Para celebrarlo, Chédid le pide al lutier Cyril Guérin que elabore una guitarra completamente rosa en honor a la niña y que se convertiría en la inseparable guitarra de su personaje -M-.
La gira En tête à tête con el álbum Qui de nous deux? resulta ser un éxito sin precedentes para Matthieu Chedid -M- y la banda que lo acompaña, quienes visitan países no francoparlantes e incorporan elementos escénicos de primer nivel, además de integrar a Sébastien Martel dentro del grupo.
En 2004, Chedid realiza el DVD Les Leçons de musique, donde comparte en lecciones interactivas su método para tocar guitarra eléctrica y acústica, así como el DVD De l'aube à l'aurore que incluye un documental filmado en su casa, estudio y laboratorio, mostrando el proceso de concepción de sus álbumes, desde la escritura de cada canción hasta la mezcla final y el estreno de los mismos.
En 2005, a petición de los seguidores, la directora de videos musicales Emilie Chedid, hermana de Matthieu, saca a la venta el CD/DVD con lo mejor de la gira  En tête à tête además del disco en directo -M- au Spectrum.
Por su extraordinario trabajo como compositor de la música para la cinta Ne le dis  à personne, Matthieu Chedid obtiene en 2006 el César (equivalente francés del Oscar) además del premio Victoire de la musique, entre muchos otros reconocimientos.
Durante 2006 Matthieu Chedid incursiona en el teatro musical con el espectáculo  Le Soldat Rose escrito por su padre Louis Chedid y en el que intervino gran parte de la familia Chedid y artistas invitados como Francis Cabrel, Vanessa Paradis, Alain Souchon, entre otros.
En el año 2007, Sean Lennon, invita a Matthieu Chedid a grabar "L'éclipse", una versión en francés alternativa al tema "Parachutes" que Sean había incluido en su disco de 2006 Friendly Fire y -M- graba, meses después, la versión de The Beatles: Sgt. Pepper's Lonely Hearts Club Band.
En 2009 -M- publicó su nuevo disco Mister Mystère (escrito en parte por Brigitte Fontaine) y realizó una gira para promoverlo y a finales de 2010 se estrenará Un monstre à Paris, película de animación en 3D cuya música original estará a cargo de Matthieu Chedid.
Chedid se "estrenó" como actor con un cameo en la película "Pequeñas mentiras sin importancia" (Les Petits Mouchoirs) dirigida por Guillaume Canet, amigo del músico.

## Discografía

### Álbumes
- 1997: Le Baptême
- 1999: Je dis aime
- 2001: Le Tour de -M- en concierto
- 2003: Labo M instrumental
- 2003: Qui de nous deux ?
- 2005: -M- au Spectrum en concierto
- 2005: En tête à tête en concierto
- 2006: Ne le dis à personne composición de la Banda sonora del filme de Guillaume Canet
- 2009: Mister Mystère
- 2012: Îl
- 2017: Lamomali (composición de M, Toumani Diabaté y Sidiki Diabaté)
- 2019: Lettre infinie

### Singles
- 1997: Le Baptême / La Grosse Bombe
- 1997: Machistador
- 1999:  Je dis aime
- 1999: Onde sensuelle
- 2000: Le Complexe du corn-flakes
- 2001: Bonoboo
- 2002: En Piste, escrita por Andrée Chedid a beneficio de Clowns sans frontière
- 2003: Qui de nous deux
- 2003: Ma mélodie
- 2003: La bonne étoile
- 2005: En tête à tête (live)
- 2005: Mama Sam (live)
- 2007: L'éclipse (a dueto con Sean Lennon)

### Otras apariciones
- 2016: Vole (sencillo benéfico con Carla Bruni, Nolwenn Leroy, Laurent Voulzy...)